# Tindouf (província)
Tindouf ou, em português, Tindufe é uma província da Argélia com 49149 habitantes (Censo 2008).